# Saki Minami
Pas d'image ? Cliquez ici

a Compétitions nationales et continentales officielles uniquement.

b Matchs officiels uniquement.
Saki Minami (南 早紀, Minami Saki) est une joueuse internationale de rugby à XV japonaise née le 18 novembre 1995, évoluant au poste de pilier.

## Biographie
Saki Minami naît le 18 novembre 1995. En 2022 elle joue pour le club des Yokogawa Musashino Atlastars (en) de Tokyo. Elle a déjà 26 sélections en équipe nationale quand elle est retenue en septembre 2022 pour disputer sous les couleurs de son pays la Coupe du monde de rugby à XV en Nouvelle-Zélande.